# Phelsuma guttata
Phelsuma guttata is een hagedis die behoort tot de gekko's. Het is een van de soorten madagaskardaggekko's uit het geslacht Phelsuma.

## Naam en indeling
De wetenschappelijke naam van de soort werd voor het eerst voorgesteld door Walter Alexander Kaudern in 1922. De soortaanduiding guttata betekent vrij vertaald 'gevlekt'.

## Uiterlijke kenmerken
Phelsuma guttata bereikt een kopromplengte tot 5,2 centimeter en een totale lichaamslengte inclusief staart tot 13 cm. De hagedis heeft een relatief kleine kop en lange staart in vergelijking met andere madagaskardaggekko's. De soort heeft een groene kleur en heeft een vage tekening zonder strepen. Van het neusgat is door het oog een zwarte streep aanwezig tot in de nek. Aan de onderzijde van de kop zijn drie chevronachtige vlekken aanwezig. Het aantal schubbenrijen op het midden van het lichaam bedraagt 92 tot 98.

## Levenswijze
De vrouwtjes zetten eieren af, dit zijn er meestal twee per keer. De eieren zijn wit van kleur en zijn ongeveer 11 millimeter lang en 8 mm breed. De jongen hebben een totale lichaamslengte van ongeveer 4,5 centimeter als ze uit het ei kruipen.

## Verspreiding en habitat

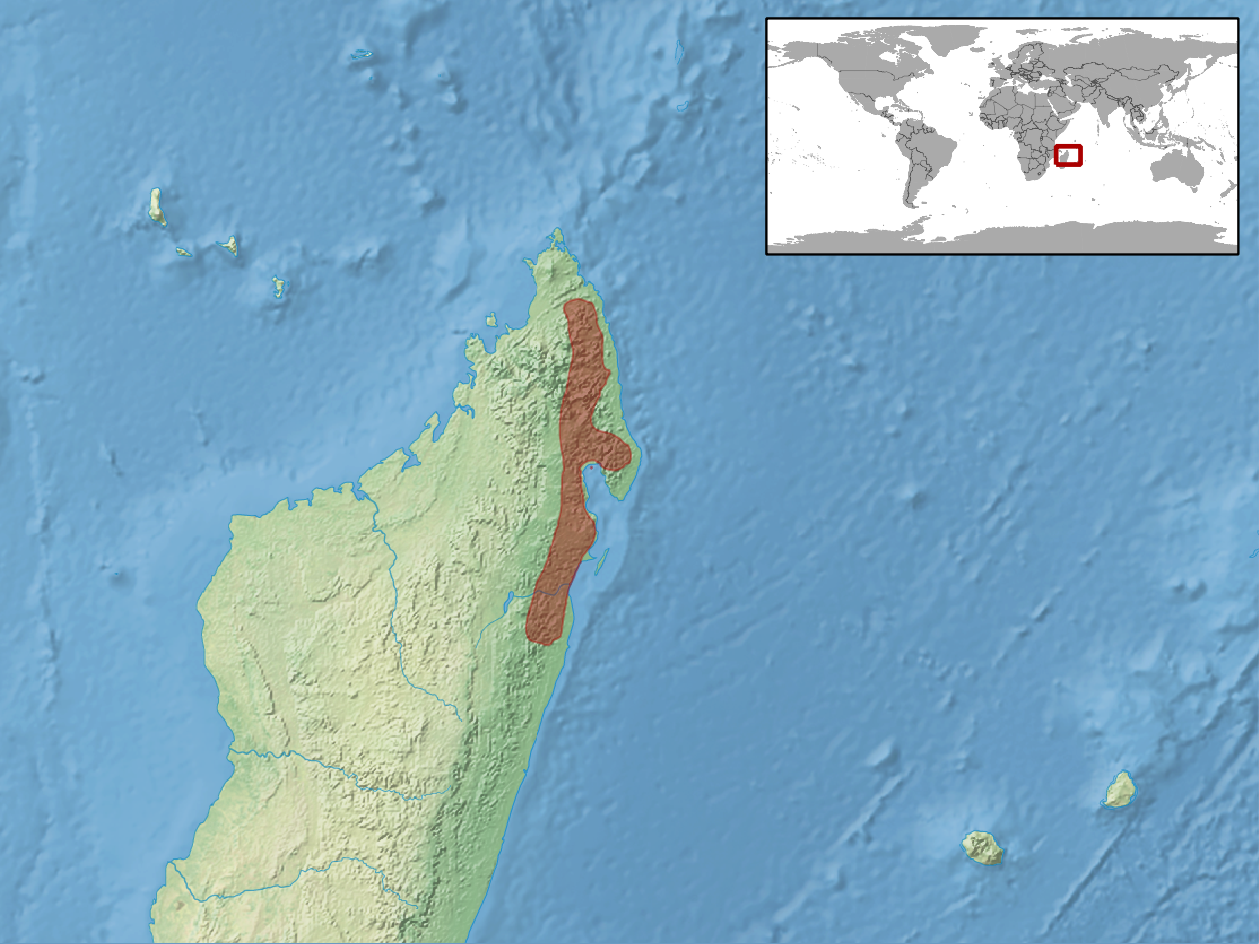
Verspreidingsgebied in het rood.

De soort komt voor in delen van Afrika en leeft endemisch in noordoostelijk, oostelijk en zuidelijk Madagaskar en de omliggende eilanden Fandrarazana, Île Sainte-Marie en Nosy Mamoko. De habitat bestaat uit vochtige tropische en subtropische laaglandbossen. De gekko komt niet voor in door de mens aangepaste streken, zoals veel andere soorten. De soort is aangetroffen van zeeniveau tot op een hoogte van ongeveer 950 meter boven zeeniveau.

## Beschermingsstatus
Door de internationale natuurbeschermingsorganisatie IUCN is de beschermingsstatus 'veilig' toegewezen (Least Concern of LC).